# Josip Kosor
Josip Kosor (Trebocconi, 27 gennaio 1879 – Ragusa, 23 gennaio 1961) è stato uno scrittore, poeta e drammaturgo croato, soprannominato il Gor´kij croato, è uno dei pochi scrittori croati contemporanei ad aver ottenuto popolarità internazionale.

## Biografia
Kosor lavorò non solamente come scrittore, ma anche come tipografo, dal 1902 al 1906, a Zagabria come impiegato in municipio, dal 1919, a Belgrado, come impiegato del Ministero della Pubblica Istruzione, e durante la sua vita viaggiò e soggiornò in numerose città europee e sudamericane, tra le quali Berlino, Parigi, Londra, Mosca; dal 1938 visse a Ragusa di Dalmazia.
Kosor scrisse una settantina di racconti, pubblicati nelle sue raccolte, oltre che in numerose riviste, quali Narodna obrana ("La difesa nazionale", 1903–1904); Srpski književni glasnik ("Foglio letterario serbo", 1908-1936); Misao ("Il pensiero", 1919-1923); Vreme ("Tempo", 1934).
I suoi scritti si caratterizzarono per uno stile espressionista, per la manifestazione di sincerità e di spontaneità nella descrizione dei «bassifondi della vita», degli emarginati, dei ribelli, della natura, del potere,delle tematiche prevalentemente sociali, ma anche di quelle psicologiche, con gli approfondimenti del subconscio, delle passioni e degli istinti, uniti ad elementi simbolisti.
Questi elementi stilistici furono presenti nelle opere d'esordio, quali le raccolte di racconti Optužba ("Accusa", 1905) e Crni glasovi ("Voci nere", 1905); i romanzi Rasap ("Sfacelo", 1906), basato sul tema del declino della società rurale e della comunità patriarcale, e Radnici ("Operai", 1906), entrambi contraddistinti da uno spirito da bohémien.
Il successivo romanzo, intitolato Cupalo (1907), evidenziò elementi mistici e cosmici.
Kosor proseguì il suo percorso evolutivo nelle opere seguenti, come Mime (1916); Miris zemlje i mora, ("Profumo di terra e di mare" 1925); e soprattutto Razvrat ("Sovvertimento", 1923), decisa critica riguardante la formazione della Jugoslavia alla fine della prima guerra mondiale.
Kosor si distinse anche come drammaturgo, scrivendo ventidue opere, tra le quali merita una menzione Požar strasti ("L'incendio della passione", 1911), un dramma verista, incentrato su tematiche etiche e morali nelle quali prevale il male, ambientato nel mondo contadino, che ottenne successi in tutta Europa, da Monaco di Baviera a 
Colonia, da Vienna a Praga e a Londra.
Significativi furono anche i drammi Pomirenje ("Espiazione", 1923), dedicato alle famiglie rurali; Žena ("Donna", 1920); Nepobjediva lađa ("La nave imbattibile", 1921), con elementi cosmopoliti ed un protagonista superuomo 
nietzschiano; Rotonda (1925); U «Café du Dôme» (1922), incentrato sui conflitti tra idealismo e materialismo.
Scrisse anche il diario di viaggio Atlantikom i Pacifikom ("Atlantico e Pacifico", 1927) e la prosa autobiografica Kratka autobiografija ("Breve autobiografia", 1954).
Kosor scrisse poesie tradotte in inglese e francese, tra le quali Beli plamenovi ("Bianche fiamme", 1919).
Complessivamente le sue opere sono state tradotte anche in tedesco, ceco, ungherese, polacco, slovacco e italiano.
Ha usato gli pseudonimi di Boleslav Nikolin (1901-1902) e Kvačuga (1925), e dal 1951 è stato membro dell'Accademia croata delle Scienze e delle Arti.
Kosor è stato nominato tre volte per il Premio Nobel per la letteratura, nel 1926, nel 1927 e nel 1939.

## Opere principali
- Crni glasovi, 1905;
- Optužba, 1905;
- Rasap, 1906;
- Radnici, 1906;
- Cupalo, 1907;
- Požar strasti, 1911;
- Mime, 1916;
- People of the Universe, 1917;
- Beli plamenovi, 1920;
- Žena, 1920;
- Nepobjediva lađa, 1921;
- U «Café du Dôme», 1922;
- Razvrat, 1923;
- Pomirenje, 1923;
- Rotonda, 1925;
- Čovječanstvo, 1925;
- Miris zemlje i mora, 1925;
- Atlantikom i Pacifikom, 1927;
- White flames, 1929;
- Izabrane pripovijesti, 1950;
- Život u ravnici, 1952.